# 安娜·比林斯卡-博丹諾維奇
安娜·比林斯卡-博丹諾維奇（Anna Bilińska-Bohdanowicz，1857年12月8日—1893年4月8日）是一位波兰现实主义肖像画女画家，她在法國巴黎期間創作過不少作品。她的畫作保存在華沙國家博物館和克拉科夫國家博物館。